# As de carreau
L'as de carreau est une carte à jouer.

## Caractéristiques
L'as de carreau a pour valeur l'as et pour enseigne le carreau. En abrégé, il est noté « 1♦ », plus rarement « A♦ ».
L'as de carreau fait partie des jeux de cartes occidentaux traditionnels. En particulier, on la retrouve dans les jeux de 32 cartes, de 52 cartes et la plupart des jeux de tarot.
De façon générale, l'as de carreau peut être la plus forte carte des carreaux, suivant immédiatement le roi de carreau, ou la plus petite, précédant le deux de carreau.

## Dessin
L'élément principal de la carte est un losange, situé en son centre, indiquant à la fois sa valeur et son enseigne. Celles-ci sont reprises par des index dans les coins de la carte. Les as de carreau comportent au moins deux index dans deux coins diagonalement opposés, mais certains designs en utilisent quatre, dans chacun des coins. Les index sont composés de la valeur de la carte surmontée d'un petit symbole carreau ; la valeur peut-être indiquée par un « 1 » ou par l'initiale du terme « as » dans la langue considérée (souvent « A », mais on rencontre également « E » en suédois pour « ess », « Т » en russe pour « туз », etc.). Les index de la partie inférieure de la carte sont imprimés à l'envers, afin que la carte puisse être lue dans les deux sens.
L'as porte la couleur des carreaux : principalement rouge, mais il existe des jeux de carte où les carreaux sont jaunes ou bleus.

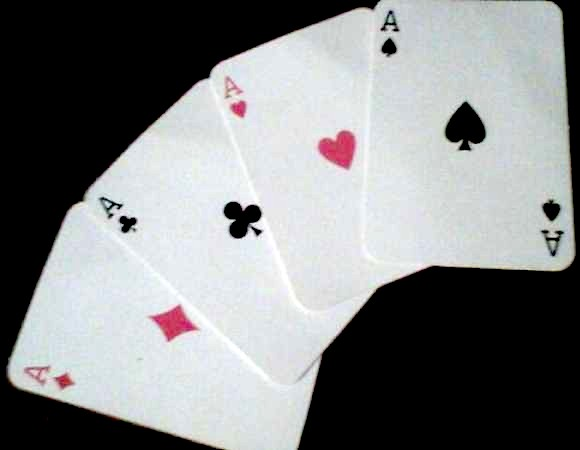
Quatre as.
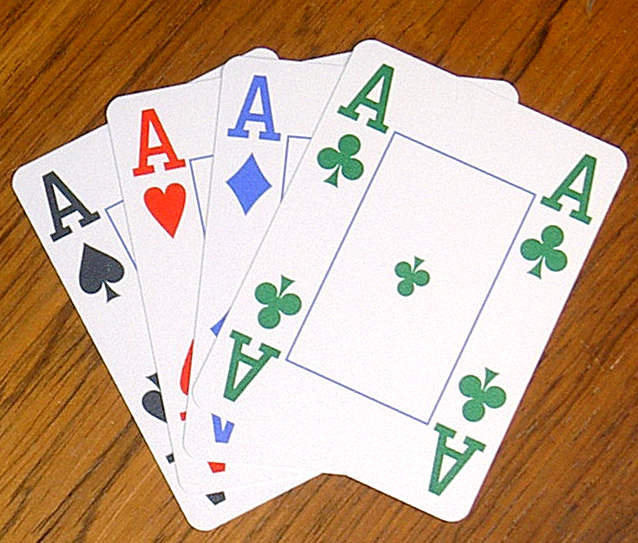
As d'un jeu de cartes où les enseignes portent quatre couleurs distinctes ; l'as de carreau est ici en bleu.
Schéma d'un as de carreau dont la valeur est indiquée d'un « 1 » au lieu d'un « A ».
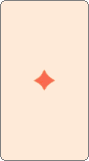
As de carreau dans le Wüst Tarock, tarot du cartier allemand C.L. Wüst au XIXe siècle.
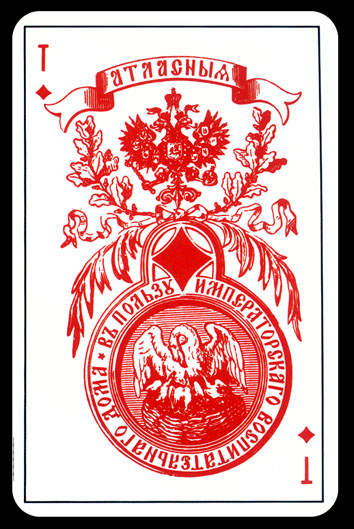
As de carreau fortement orné d'un jeu russe, 1850.

## Peinture

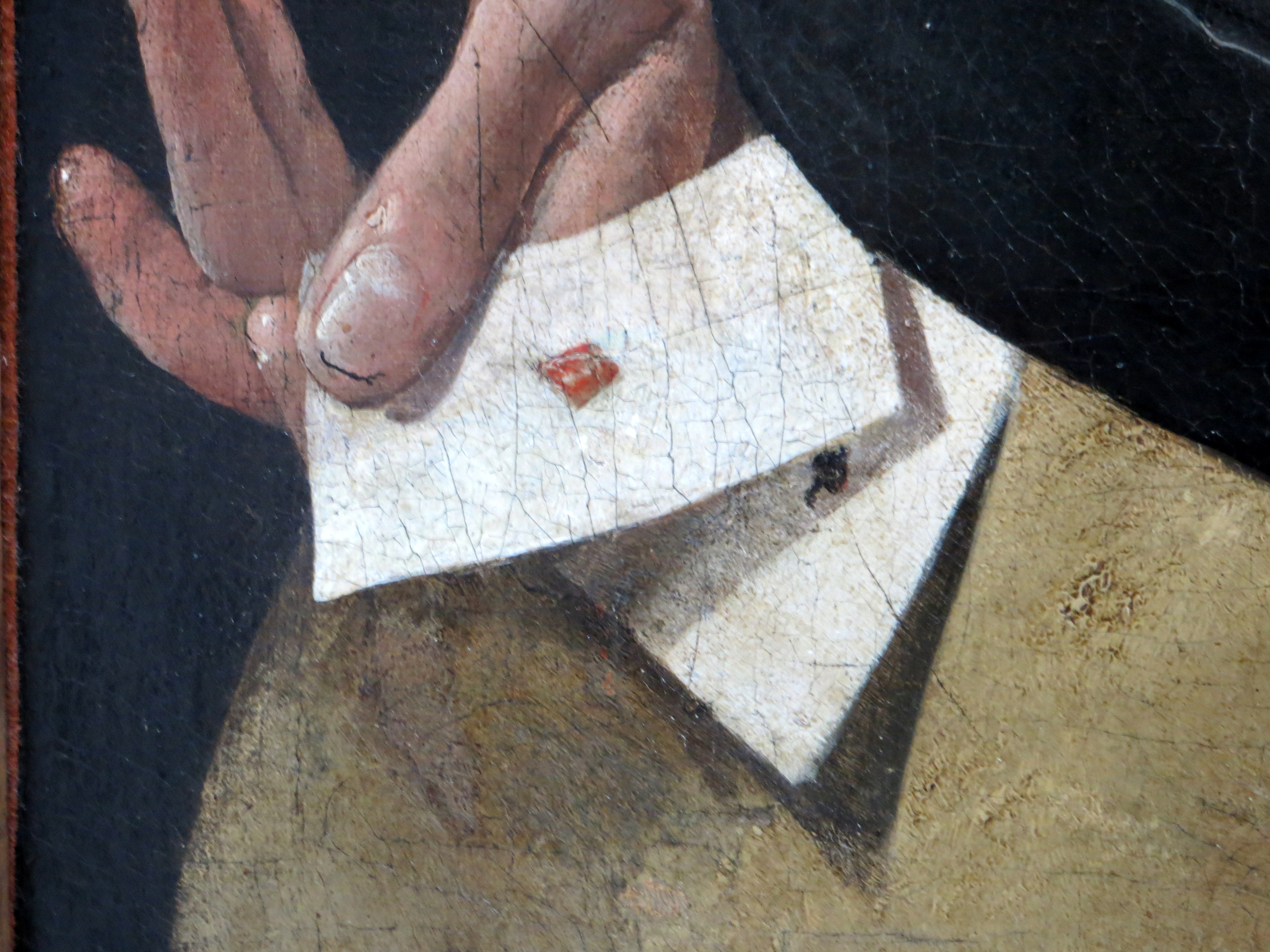
Détail des as du tricheur dans Le Tricheur à l'as de carreau, Georges de La Tour (vers 1635).

En peinture, cette carte a donné son nom à un tableau de Georges de La Tour, Le Tricheur à l'as de carreau, où l'un des personnages se saisit d'un as de carreau glissé dans l'arrière de sa ceinture.

## Sobriquet
Nom donné au losange cousu au dos des vêtements des forçats qui était leur signe distinctif. Note page 38, de la traduction de Sakhaline d'Anton Tchekhov par Lily Denis aux Éditeurs français réunis.